# USS San Juan (CL-54)
USS San Juan (CL-54) byl americký lehký křižník třídy Atlanta, který za druhé světové války bojoval v řadách United States Navy na pacifickém bojišti. Vyřazen byl v roce 1946 a v roce 1961 sešrotován.